# クリストフ・ルメートル
クリストフ・ルメートル（Christophe Lemaitre、1990年6月11日 - ）は、フランスの元陸上競技選手である。100メートル競走と200メートル競走を専門とし、100mの元フランス記録保持者、200mのフランス記録保持者。2010年7月、男子100メートル走でコーカソイドとして初めて10秒の壁を突破した。

## 経歴

### 2009年
2009年の欧州ジュニア陸上競技選手権大会では欧州ジュニア記録である10秒04を記録し金メダルを獲得。
また、ルメートルは200メートルの世界ジュニアチャンピオンでもある。2009年には彼の功績を讃えてヨーロッパ陸上競技男子新人賞が贈られた。

### 2010年
2010年のシーズン開始時、エクス＝レ＝バンにおいて10秒09を記録し、その後風速2.2m/sの向かい風ながら10秒24を記録した。5月にはフランソンヴィルにて行われたフランスクラブナショナル選手権で10秒03の自己新記録を出した。しかし、後のインタビューでロナルド・ポニョンの持つフランス記録9秒99を破れず失望したと語っている。同年のヨーロッパチーム選手権にて再び記録に挑戦したが、ドウェイン・チェンバースに次ぐ10秒02の自己新記録を出し2位に入った。
2010年7月9日、陸上フランス選手権にて9秒98を記録し、コーカソイドとしては初めて100メートルを10秒未満で走った人物となった。翌日行われた200m決勝では20秒16のフランス記録タイで優勝。
7月28日に行われたヨーロッパ陸上選手権の100mで前大会覇者のフランシス・オビクウェルやドウェイン・チェンバースなどの強豪を退け金メダルを獲得。翌日行われた200m決勝ではコーナーで出遅れるが、後半に伸びを見せイギリスのクリスチャン・マルコムを0.01秒の僅差で下す。8月1日に行われた4×100mリレーでは2走を務め38秒11の好タイムで優勝し、3冠を達成した。
8月29日、イタリアで開催されたリエーティ・グランプリにて男子100m予選で9秒98を出し、決勝では9秒97と自身の持つフランス記録を更新した。
9月4日、スプリトで行われたIAAFコンチネンタルカップの100ｍに出場し、10秒06で優勝した。

### 2011年
2011年3月、パリで開催されたヨーロッパ室内選手権の60mに出場すると、準決勝で6秒55の自己ベストをマークして決勝に進出し、銅メダルを獲得した。
6月18日、ストックホルムで開催されたヨーロッパチーム選手権の100mを9秒95で優勝し、自身の持つフランス記録を更新した。
7月29日、フランス選手権の100m決勝で9秒92をマークし、自身の持つフランス記録を更新した。
8-9月、大邱で開催された世界選手権の100mと200mと4×100mリレーに出場した。100mではジミー・ヴィコと共にフランス男子選手初の決勝に進出した。決勝は3位のキム・コリンズと0秒10差の4位でメダルは逃したが、アフリカ系以外の選手の過去最高順位タイを記録した。200mでは決勝で19秒80のヨーロッパ歴代2位とフランス新記録を樹立して銅メダルを獲得した。フランス男子選手のメダル獲得は、1987年大会でジル・ケネールヴェが銀メダルを獲得して以来、実に24年ぶりだった。4×100mリレーでは2走を務め、決勝では優勝したジャマイカと1秒16差の2位に入り、2005年大会以来のメダルを獲得した。

### 2012年以降
2012年6月、ヘルシンキで開催されたヨーロッパ選手権の100mを10秒09で優勝し、連覇を達成した。
8月、ロンドンで開催されたオリンピックに初出場を果たした。200mでは、フランス男子選手としては1988年大会のブルーノ・マリーローズとジル・ケネールヴェ以来の決勝進出を果たしたが、決勝は苦手のスタートで出遅れて20秒19の6位。4×100mリレーは2走を務め、決勝では3位のトリニダード・トバゴと0秒04差の4位でメダルを逃した。しかし、2位に入ったアメリカ代表のリレーメンバーだったタイソン・ゲイのドーピング処分により、フランス代表は2015年に順位が繰り上がり銅メダルを獲得した。
2013年7月、フランス選手権の100mで10秒19の2位になり、予選と決勝の両レースで9秒95をマークしたジミー・ヴィコに敗れて4年連続の2冠を逃した。ジミー・ヴィコが出場しなかった200mは20秒34で制し、4連覇を達成した。
8月、モスクワで開催された世界選手権に出場した。100mの準決勝は張培萌と同タイムの10秒00をマークしたが、わずか0秒001差で4位になり、準決勝全体8番目のタイムで決勝に進出した。2大会連続の決勝は10秒06の7位に終わった。出場予定だった200mと4×100mリレーは怪我のため欠場した。
2014年5月、ナッソーで開催されたIAAF世界リレー大会に出場。4×200mリレーでは1走を務め、決勝で1分20秒66のヨーロッパ新記録を樹立して銅メダルを獲得した。8月13日のヨーロッパ選手権100m決勝では連覇が期待されたが、10秒13で2位となった。
2024年6月、オリンピックを目前に引退を表明した。

## 人物・エピソード
- 家族みんなスポーツ経験はあるが、特に父親は元レスリング選手で、国内選手権の上位に入る実力だったという。兄が2人いるが、陸上はやっていない[21]。
- 6-7歳の時にハンドボール、それ以降はサッカーやラグビーをやっていたが、足が速かったこともあり周囲に陸上を勧められ、15歳の時に陸上を始める。陸上を始めて2年目で10秒96をマーク。同世代ではかなり速いほうだったという[21]。
- 2014年5月に行われた、ゴールデングランプリ東京で5度目の来日を果たしている。この際の陸上競技マガジンのインタビューで「小さい頃はドラゴンボールをよく見ていた。GTOやNARUTOも好きで、ゲームではファイナルファンタジーシリーズを全てプレーしている」と語っており、5度目の来日にして初めて秋葉原に行った際は、ファイナルファンタジーVIIのグッズを購入している[22]。

## 主な実績
| 年   | 大会                     | 場所             | 月日    | 種目    | 結果         | 記録      | 風速    |
| ---- | ------------------------ | ---------------- | ------- | ------- | ------------ | --------- | ------- |
| 2007 | 世界ユース選手権         | オストラバ       | 7月12日 | 100m    | 4位          | 10秒67    | -0.4m/s |
| 2007 | 世界ユース選手権         | オストラバ       | 7月15日 | 200m    | 5位          | 21秒15    | -0.2m/s |
| 2008 | 世界ジュニア選手権       | ブィドゴシュチュ | 7月11日 | 200m    | 優勝         | 20秒83    | -0.9m/s |
| 2009 | ヨーロッパ室内選手権     | トリノ           | 3月7日  | 60m     | 準決勝敗退   | 6秒72     |         |
| 2009 | ヨーロッパチーム選手権   | レイリア         | 7月20日 | 4x100mR | 3位          | 38秒80    |         |
| 2009 | ヨーロッパジュニア選手権 | ノヴィ・サド     | 7月24日 | 100m    | 優勝         | 10秒04    | +0.2m/s |
| 2009 | ヨーロッパジュニア選手権 | ノヴィ・サド     | 7月26日 | 4x100mR | 予選失格     | -(h)      |         |
| 2009 | 世界選手権               | ベルリン         | 8月15日 | 100m    | 二次予選失格 | -(qf)     |         |
| 2009 | 世界選手権               | ベルリン         | 8月22日 | 4x100mR | 8位          | 39秒21    |         |
| 2010 | ヨーロッパチーム選手権   | ベルゲン         | 6月19日 | 100m    | 2位          | 10秒02    | +1.1m/s |
| 2010 | ヨーロッパ選手権         | バルセロナ       | 7月28日 | 100m    | 優勝         | 10秒11    | -1.0m/s |
| 2010 | ヨーロッパ選手権         | バルセロナ       | 7月30日 | 200m    | 優勝         | 20秒37    | -0.8m/s |
| 2010 | ヨーロッパ選手権         | バルセロナ       | 8月1日  | 4x100mR | 優勝         | 38秒11    |         |
| 2010 | IAAFコンチネンタルカップ | スプリト         | 9月4日  | 100m    | 優勝         | 10秒06    | +0.7m/s |
| 2010 | IAAFコンチネンタルカップ | スプリト         | 9月4日  | 4x100mR | 失格         |           |         |
| 2011 | ヨーロッパ室内選手権     | パリ             | 3月6日  | 60m     | 3位          | 6秒58     |         |
| 2011 | ヨーロッパチーム選手権   | ストックホルム   | 6月18日 | 100m    | 優勝         | 9秒95     | +1.1m/s |
| 2011 | ヨーロッパチーム選手権   | ストックホルム   | 6月18日 | 4x100mR | 2位          | 38秒71    |         |
| 2011 | ヨーロッパチーム選手権   | ストックホルム   | 6月19日 | 200m    | 優勝         | 20秒28    | -2.8m/s |
| 2011 | 世界選手権               | 大邱             | 8月28日 | 100m    | 4位          | 10秒19    | -1.4m/s |
| 2011 | 世界選手権               | 大邱             | 9月3日  | 200m    | 3位          | 19秒80    | +0.8m/s |
| 2011 | 世界選手権               | 大邱             | 9月4日  | 4x100mR | 2位          | 38秒20    |         |
| 2012 | ヨーロッパ選手権         | ヘルシンキ       | 6月28日 | 100m    | 優勝         | 10秒09    | -0.7m/s |
| 2012 | ヨーロッパ選手権         | ヘルシンキ       | 7月1日  | 4x100mR | 3位          | 38秒46    |         |
| 2012 | オリンピック             | ロンドン         | 8月9日  | 200m    | 6位          | 20秒19    | +0.8m/s |
| 2012 | オリンピック             | ロンドン         | 8月11日 | 4x100mR | 3位          | 38秒16    |         |
| 2013 | ヨーロッパチーム選手権   | ゲーツヘッド     | 6月22日 | 4x100mR | 4位          | 38秒84    |         |
| 2013 | ヨーロッパチーム選手権   | ゲーツヘッド     | 6月23日 | 200m    | 優勝         | 20秒27    | +2.4m/s |
| 2013 | 世界選手権               | モスクワ         | 8月11日 | 100m    | 7位          | 10秒06    | -0.3m/s |
| 2014 | IAAF世界リレー大会       | ナッソー         | 5月24日 | 4x200mR | 3位          | 1分20秒66 |         |
| 2014 | IAAF世界リレー大会       | ナッソー         | 5月25日 | 4x100mR | 決勝棄権     |           |         |
| 2014 | ヨーロッパ選手権         | チューリッヒ     | 8月13日 | 100m    | 2位          | 10秒13    | -0.4m/s |
| 2014 | ヨーロッパ選手権         | チューリッヒ     | 8月15日 | 200m    | 2位          | 20秒15    | -1.6m/s |
| 2014 | ヨーロッパ選手権         | チューリッヒ     | 8月17日 | 4x100mR | 3位          | 38秒47    |         |
| 2014 | IAAFコンチネンタルカップ | マラケシュ       | 9月13日 | 100m    | 5位          | 10秒13    | -0.1m/s |
| 2014 | IAAFコンチネンタルカップ | マラケシュ       | 9月13日 | 4x100mR | 2位          | 38秒62    |         |
| 2014 | IAAFコンチネンタルカップ | マラケシュ       | 9月14日 | 200m    | 4位          | 20秒28    | +0.2m/s |
| 2015 | IAAF世界リレー大会       | ナッソー         | 5月2日  | 4x100mR | 5位          | 38秒81    |         |
| 2015 | IAAF世界リレー大会       | ナッソー         | 5月3日  | 4x200mR | 2位          | 1分21秒49 |         |
| 2015 | ヨーロッパチーム選手権   | チェボクサル     | 6月20日 | 100m    | 優勝         | 10秒26    | -1.7m/s |
| 2015 | ヨーロッパチーム選手権   | チェボクサル     | 6月20日 | 4x100mR | 2位          | 38秒34    |         |
| 2015 | 世界選手権               | 北京             | 8月23日 | 100m    | 準決勝敗退   | 10秒20    | -0.4m/s |
| 2015 | 世界選手権               | 北京             | 8月26日 | 200m    | 準決勝敗退   | 20秒34    | +0.4m/s |
| 2015 | 世界選手権               | 北京             | 8月29日 | 4x100mR | 5位          | 38秒23    |         |
| 2016 | オリンピック             | リオデジャネイロ | 8月14日 | 100m    | 準決勝敗退   | 10秒07    | 0.0m/s  |
| 2016 | オリンピック             | リオデジャネイロ | 8月18日 | 200m    | 3位          | 20秒12    | -0.5m/s |
| 2017 | 世界選手権               | ロンドン         | 8月9日  | 200m    | 準決勝敗退   | 20秒30    | +0.3m/s |
| 2017 | 世界選手権               | ロンドン         | 8月12日 | 4x100mR | 5位          | 38秒48    |         |

## 自己記録
| 種目   | 記録         | 日時                       | 場所                   | 備考           |
| ------ | ------------ | -------------------------- | ---------------------- | -------------- |
| 50m    | 5秒71        | 2010年3月5日 2012年2月14日 | フランス, リエヴァン   |                |
| 60m    | 6秒55        | 2010年2月13日              | フランス, オービエール |                |
| 100m   | 9秒92(+2.0)  | 2011年7月29日              | フランス, アルビ       | 元フランス記録 |
| 200m   | 19秒80(+0.8) | 2011年9月3日               | 韓国, 大邱             | フランス記録   |
| 4×100m | 38秒11       | 2010年8月1日               | スペイン, バルセロナ   |                |